# Klaus Junge
Pour les articles homonymes, voir Junge.
Klaus Junge est un joueur d'échecs allemand d'origine chilienne, né le 1er janvier 1924 à Concepción (Chili) et mort le 18 avril 1945 à Welle (Allemagne), qui fut selon Robert Hübner le meilleur talent des échecs allemands au XXe siècle.

## Biographie
Klaus Junge naquit au Chili en janvier 1924 dans une famille allemande. Son père, Otto Junge, était un fort joueur d'échecs qui avait remporté le championnat du Chili en 1922. 
En 1928, la famille de Klaus Junge retourna en Allemagne et s'installa à Hambourg. En 1932, son père adhéra au parti nazi.
Klaus Junge adhérait à l'idéologie nazie : lors des tournois d'échecs, il jouait avec le brassard à la croix gammée et bénéficiait du soutien de la fédération allemande pour se consacrer aux échecs. En 1942-1943, il fut enrôlé dans l'armée allemande. 
En avril 1945, Junge, qui était lieutenant dans l'artillerie de l'armée allemande, refusa de se rendre. Il mourut au combat lors de la bataille de Welle (Allemagne), trois semaines avant la fin de la guerre.

## Carrière aux échecs
Au début la Seconde Guerre mondiale, Klaus Junge participa à de nombreux tournois d'échecs. Il remporta le championnat de Hambourg (avec 6 points sur 7), puis, en mai 1941, le tournoi de Bad Elster (avec 5 points sur 7), tournoi qualificatif pour le championnat d'Allemagne 1941. À Bad Oeynhausen, en août 1941, il termina premier du  championnat de la grande Allemagne, ex æquo avec Paul Felix Schmidt, mais perdit le match de départage 0,5 à 3,5. 
En octobre 1941, il termina quatrième et invaincu avec 7 points sur 11 (+3 =8) du tournoi de Cracovie-Varsovie 1941 remporté par le champion du monde Alexandre Alekhine devant Schmidt et Bogoljubov. 
En 1942, Junge disputa de nombreux tournois :
- en janvier 1942, il remporta le tournoi de Dresde avec 7,5 points sur 9 (+6 =3),

puis il termina 
- deuxième du tournoi de Leipzig 1942,
- deuxième à Rostock en avril 1942, deux points derrière le vainqueur Carl Carls ;
- troisième-quatrième du tournoi international de Salzbourg (juin 1942) avec 5 points sur 10, tournoi remporté par Alekhine (que Junge battit) et Kéres. Junge jouait en remplacement de l'ancien champion du monde Max Euwe.
- septième du tournoi Europa à Munich de septembre 1942 (championnat de l'Europe occupée par les nazis) avec 5 points sur 11 (victoire d'Alekhine devant Keres, Bogoljubov, Richter, Foltys et Barcza)
- En octobre 1942, il finit deuxième, avec 6,5 points sur 10, du tournoi de Cracovie-Varsovie-Lubin, derrière Alekhine, mais devant Bogoljubov et Friedrich Sämisch ;
- covainqueur en décembre 1942, à moins de 19 ans, avec Alexandre Alekhine du fort tournoi de Prague 1942 avec 8,5 points sur 11 (+7 −1 =3). Lors de la dernière ronde, Junge perdit la partie qui l'opposait à Alekhine.

En 1942-1943, Junge participa à plusieurs tournois d'échecs par correspondance.